# Lily Branscombe

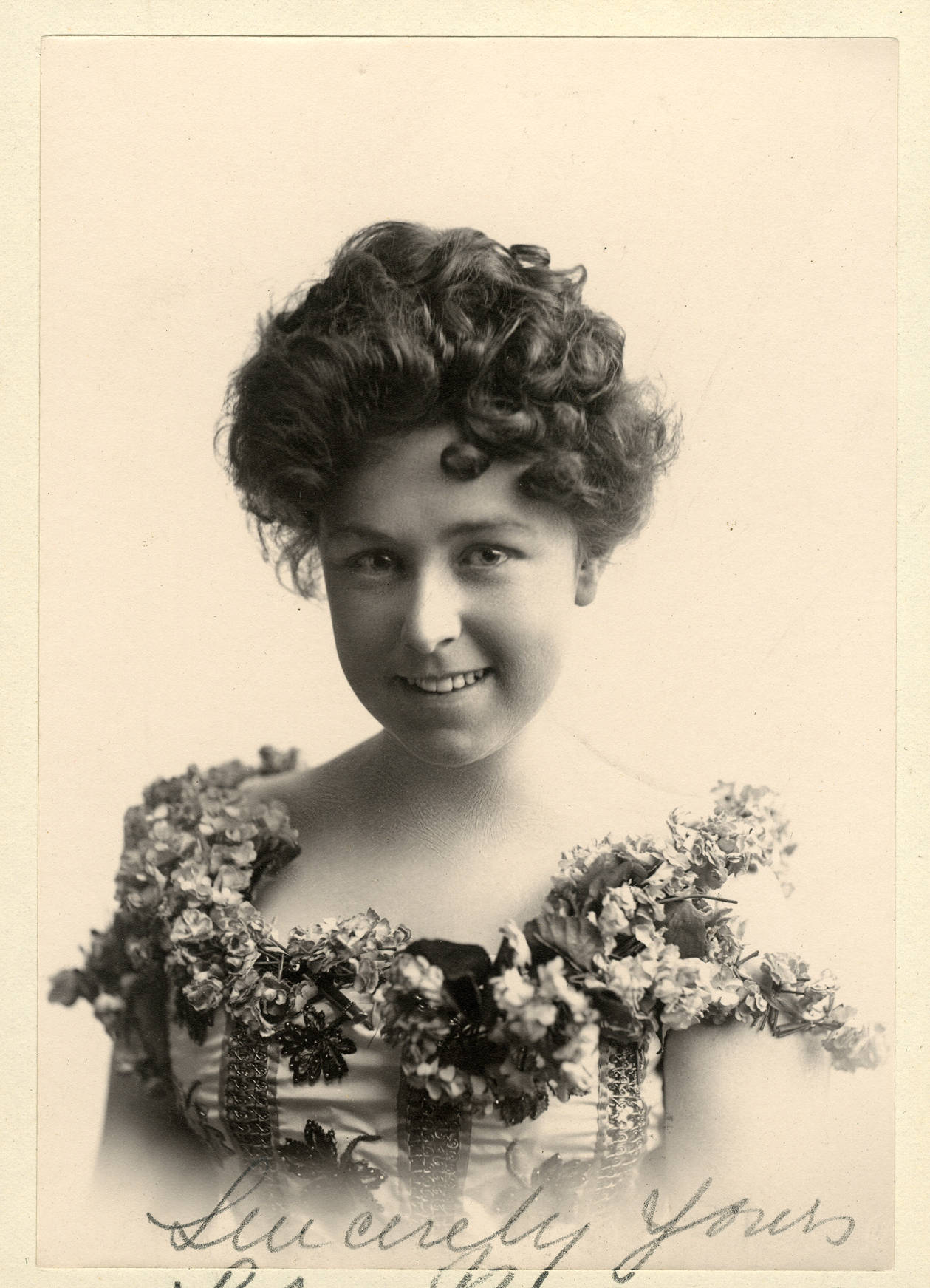
Lily Branscombe
(1901)

Lily Branscombe (* 28. Februar 1878 in Carterton, in der Region Wellington, Neuseeland; † 28. Februar 1970 in Daly City, Kalifornien, Vereinigte Staaten) war eine neuseeländische Filmschauspielerin mit einer Karriere zunächst als Bühnenschauspielerin in Australien und Neuseeland und anschließend einer Filmschauspielerkarriere in den Vereinigten Staaten.

## Frühes Leben
Lillian Mabel Rodman wurde am 28. Februar 1878 als Tochter und drittes Kind von insgesamt sieben Kindern der Eheleute Mary Jane Fenwick und William Hedley Rodman in Carterton in der Region Wellingon geboren. Irgendwann zwischen 1879 und 1881 muss Rodmans Frau mit drei Kindern, also auch mit Lillian,alleine nach Australien gegangen sein und danach die Familie dort wieder zusammengekommen sein.

## Beginn der Schauspielerkarriere
Im Januar 1883 jedenfalls, Lily war gerade erst vier Jahre alt, trat sie unter dem Namen Lillie Rodman in der Oddfellows’ Hall in Kadina, von ihrem Vater organisiert, erstmals in einem Theaterstück auf. Das war der Beginn ihrer Karriere als Schauspielerin. Der Vater suchte die Stücke aus, in denen Lily als Kind spielen konnte und managte sie. Nach einem oder nach zwei Jahren war vorerst Schluss mit den Auftritten, denn Lily sollte nun erst einmal bis 1892 zur Schule gehen.
Im Juni 1892 stand Lily wieder auf der Bühne und trat in einem Stück der McLean's Young Australian Company. In der zweiten Jahreshälfte des Jahres standen schon Auftritte in Neuseeland auf dem Programm, die sich bis Ende 1894 hinzogen. Am 15. Februar 1895 ging sie wieder zurück nach Australien und trat in dem Jahr in Sydney auf. Im April 1895 trat sie im Theatre Royal auf. Lilys Vater hatte sich 1884 für sie den Künstlernamen Lily Branscombe ausgedacht, und nun benutzte sie ihn nach dem 15. März 1898 für eine Australien-Tournee über die Maggie Moore Company. Ihr Tournee-Partner wurde Herbert Ashton. Ihre Auftritte wechselten in Folge zwischen Australien und Neuseeland.

## Karriere in den Vereinigten Staaten
Am 7. August 1899 verließ Lily Branscombe mit der nun Maggie Moore-Harry Roberts Company genannten Firma Neuseeland über Honolulu in Richtung San Francisco, das sie am 22. September 1899 erreichten. Dort heiratete sie im September 1900 Herbert Ashton. Zahlreiche Bühnenauftritte quer die die Vereinigten Staaten folgten. In den Staaten wurde dann die Essanay Film Manufacturing Company aus Chicago auf sie aufmerksam und engagierten sie für eine Rolle im Film. Im Oktober 1911 hatte sie mit dem Stummfilm „Pals“ ihr Film-Debüt und 51. weitere, zumeist kurze Filme sollten folgen.
Nachdem Lilys Mann Herbert Ashton am 21. Januar 1930 verstorben war, reiste Lily am 21. August in Richtung Honolulu, dann nach Suva, der Hauptstadt der Fidschi-Inseln und schließlich nach Sydney. Ein Jahr später reiste sie am 26. August wieder zurück in die Vereinigten Staaten und blieb bis 1952 in Manhattan. Danach ging sie zurück nach Kalifornien, wo sie am 28. Februar 1970 in Daly City verstarb.

## Stummfilme
| Nr. | Tag | Monat     | Jahr | Titel                          | Kurzfilm | Anmerkungen |
| --- | --- | --------- | ---- | ------------------------------ | -------- | ----------- |
| 1.  | 27. | Oktober   | 1911 | Pals                           | Ja       |             |
| 2.  | 7.  | November  | 1911 | He Fought for the U.S.A.       | Ja       |             |
| 3.  | 10. | November  | 1911 | The Empty Saddle               | Ja       |             |
| 4.  | 1.  | Dezember  | 1911 | The Quinceville Raffle         | Ja       |             |
| 5.  | 7.  | Dezember  | 1911 | The Long Strike                | Nein     |             |
| 6.  | 15. | Dezember  | 1911 | The Goodfellow’s Christmas Eve | Ja       |             |
| 7.  | 28. | Dezember  | 1911 | For Memory’s Sake              | Ja       |             |
| 8.  | 4.  | Januar    | 1912 | The Valley of Regrets          | Nein     |             |
| 9.  | 25. | Januar    | 1912 | Alias, Billy Sargent           | Ja       |             |
| 10. | 30. | Januar    | 1912 | Brother's Error                | Ja       |             |
| 11. | 2.  | Februar   | 1912 | The Hospital Baby              | Ja       |             |
| 12. | 8.  | Februar   | 1912 | The Melody of Love             | Ja       |             |
| 13. | 5.  | März      | 1912 | The Turning Point              | Ja       |             |
| 14. | 19. | März      | 1912 | Out of the Depth               | Ja       |             |
| 15. | 16. | April     | 1912 | The Clue                       | Ja       |             |
| 16. | 9.  | Mai       | 1912 | In Quarantine                  | Ja       |             |
| 17. | 24. | Mai       | 1912 | Detective Dorothy              | Nein     |             |
| 18. | 28. | Mai       | 1912 | Margret's Awakening            | Ja       |             |
| 19. | 6.  | Juni      | 1912 | The Legacy of Happiness        | Nein     |             |
| 20. | 7.  | Juni      | 1912 | Billy Changes His Mind         | Ja       |             |
| 21. | 11. | Juni      | 1912 | The Mis-Sent Letter            | Ja       |             |
| 22. | 13. | Juni      | 1912 | The Honeybugs' First Quarrel   | Nein     |             |
| 23. | 12. | Juli      | 1912 | Down Jayville Way              | Ja       |             |
| 24. | 25. | Juli      | 1912 | Mr. Tibbs' Cinderella          | Ja       |             |
| 25. | 26. | Juli      | 1912 | Twins                          | Ja       |             |
| 26. | 1.  | August    | 1912 | Her Hour of Triumph            | Ja       |             |
| 27. | 8.  | August    | 1912 | The Old Wedding Dress          | Ja       |             |
| 28. | 15. | August    | 1912 | An Adamless Eden               | Ja       |             |
| 29. | 23. | August    | 1912 | Her Adopted Father             | Ja       |             |
| 30. | 29. | August    | 1912 | Three to One                   | Ja       |             |
| 31. | 3.  | September | 1912 | Back to the Old Farm           | Ja       |             |
| 32. | 12. | September | 1912 | The Listener's Lesson          | Ja       |             |
| 33. | 20. | September | 1912 | The Love Test                  | Ja       |             |
| 34. | 26. | September | 1912 | A Little Louder, Please!       | Ja       |             |
| 35. | 2.  | Oktober   | 1912 | Well Matched                   | Ja       |             |
| 36. | 4.  | Oktober   | 1912 | Terrible Teddy                 | Ja       |             |
| 37. | 11. | Oktober   | 1912 | Not on the Circus Program      | Ja       |             |
| 38. | 15. | Oktober   | 1912 | A Mistaken Calling             | Ja       |             |
| 39. | 16. | Oktober   | 1912 | The Grassville Girls           | Ja       |             |
| 40. | 17. | Oktober   | 1912 | The Snare                      | Ja       |             |
| 41. | 18. | Oktober   | 1912 | The Warning Hand               | Ja       |             |
| 42. | 23. | Oktober   | 1912 | Bringing Father Around         | Ja       |             |
| 43. | 29. | Oktober   | 1912 | Miss Simkins' Summer Boarder   | Ja       |             |
| 44. | 30. | Oktober   | 1912 | The Letter                     | Ja       |             |
| 45. | 1.  | November  | 1912 | The Moving Finger              | Ja       |             |
| 46. | 13. | November  | 1912 | The House of Pride             | Ja       |             |
| 47. | 15. | November  | 1912 | Mr.Up's Trip Tripped Up        | Ja       |             |
| 48. | 20. | November  | 1912 | The Scheme                     | Ja       |             |
| 49. | 26. | November  | 1912 | Mr. Hubby's Wife               | Ja       |             |
| 50. | 27. | November  | 1912 | The Stain                      | Ja       |             |
| 51. | 9.  | Januar    | 1912 | Alkali Ike in Jayville         | Ja       |             |
| 52. | 16. | Januar    | 1912 | The Road of Transgression      | Ja       |             |

Quelle: Lily Branscombe 1878–1970